# Шортер, Фрэнк
Фрэнк Чарльз Шортер (англ. Frank Charles Shorter, род. 31 октября 1947 года) — американский бегун на длинные дистанции, олимпийский чемпион 1972 года в марафоне. Последний на данный момент американец, выигравший олимпийское золото в марафоне.
Четырёхкратный победитель Фукуокского марафона в 1971—1974 годах. Серебряный призёр Нью-Йоркского марафона 1976 года с результатом — 2:13.12. Бронзовый призёр Чикагского марафона 1981 года — 2:17.27.
На Олимпийских играх 1972 года также участвовал в беге на 10 000 метров и занял пятое место.
Во время олимпийского марафонского забега 1976 года в Монреале был фаворитом. Однако выиграл малоизвестный немец Вальдемар Церпински. В конце 1990-х годов Шортер будет настаивать на пересмотре результатов на основании появившихся документов о тотальном использовании стероидов в сборной ГДР. Однако, в 1998 году Хуан Антонио Самаранч откажет на том основании, что это уже давно стало историей, которую никто пересматривать не станет. Впоследствии Шортер принял участие в создании Антидопингового комитета США (U.S. Anti-Doping Agency) в 2000 г. и был его председателем в 2000—2003 годах.